# Lars Erbst
Lars Erbst (* 20. Oktober 1994) ist ein deutscher Fußballschiedsrichter.

## Karriere
Lars Erbst ist hauptberuflich als Industriekaufmann tätig und stammt aus Gerlingen. Als Schiedsrichter ist er im Württembergischen FV im Verein FC Gerlingen aktiv.
Erbst stieg 2020 in die 3. Liga auf, als er am 3. Oktober die Begegnung FSV Zwickau gegen TSV 1860 München leitete. Im DFB-Pokal wurde er zudem in der Saison 2023/24 bei einem Erstrundenspiel als Schiedsrichter eingesetzt.
Zur Saison 2024/25 wurde Erbst in den festen Schiedsrichterkader der 2. Bundesliga berufen, nachdem er dort zuvor bereits Partien als Schiedsrichterassistent für Wolfgang Haslberger und als Vierter Offizieller absolviert hatte.